# 15 mai 1943
Le samedi 15 mai 1943 est le 135e jour de l'année 1943.

## Naissances
- Alex Mucchielli, professeur à l’Université Paul Valéry-Montpellier
- André Deledicq, mathématicien et ingénieur informaticien français
- Dieter Spöri, politicien allemand
- Marianne Gossweiler, cavalière suisse de dressage
- Mark Berger, ingénieur du son américain
- Nicole Péry, personnalité politique française
- Patrick Le Rolland (mort le 28 août 2014), cavalier français
- Paul Bégin, personnalité politique canadienne

## Décès
- Georges Castex (né le 8 mars 1860), peintre français
- Ludwig Roselius (né le 2 juin 1874), homme d'affaires allemand
- Ralph Erwin (né le 31 octobre 1896), compositeur autrichien

## Événements
- Création de diocèse de Youngstown aux États-Unis
- Création du premier gouvernement Slaheddine Baccouche en Tunisie
- Début de la bataille de la Sutjeska
- Création du Parti communiste italien
- Création du tunnel de Dai-shimizu au Japon
- Dissolution de la IIIe Internationale communiste.